# Marktanteil
Als Marktanteil (englisch market share) bezeichnet man allgemein in der Wirtschaft und speziell in der Marktforschung den in Prozent ausgedrückten mengenmäßigen (Absatzvolumen) oder wertmäßigen (Umsatzerlös) Anteil eines Unternehmens oder Produkts am gesamten Marktvolumen zu einem bestimmten Zeitpunkt.

## Allgemeines
Das Kompositum Marktanteil setzt sich aus dem Bestimmungswort „Markt“ für den Ort des Güteraustauschs und dem Grundwort „Anteil“ für die Teilmenge aus einer Gesamtmenge zusammen. Dieser Marktanteil ist für die Bedeutung eines Unternehmens als Anbieter von wesentlicher Bedeutung, so dass die betriebswirtschaftliche Kennzahl des Marktanteils eine der wichtigsten vertriebsstrategischen Kennzahlen und Unternehmensdaten überhaupt darstellt. Als Messgröße können bei der Kennzahl neben der Absatzmenge oder dem Umsatzerlös auch andere produktspezifische Größen dienen, beispielsweise die Anzahl der Fernsehzuschauer bei der Einschaltquote oder das Sitzplatzangebot bei Airlines.
Die Höhe der Marktanteile spielt bei der Beurteilung der Marktmacht eine Rolle, denn die Marktmacht korreliert positiv mit dem Marktanteil. Den größten Marktanteil – und damit die größte Marktmacht – besitzen Monopolisten (im Extremfall: 100 %), es folgen Oligopolisten (> 20 bis < 80 %), während Polypolisten die geringsten Marktanteile auf sich vereinigen (< 20 %). Entfallen beim Oligopol auf 5 Unternehmen jeweils 20 % Marktanteil, so liegt ein symmetrisches Oligopol vor, bei unterschiedlichen Marktanteilen spricht man von einem asymmetrischen Oligopol. Im Polypol spielt die Marktmacht keine Rolle.

## Arten

### Absoluter Marktanteil
Der absolute Marktanteil drückt den Umsatzanteil eines Unternehmens oder Produkts am gesamten Marktvolumen der Branche aus:
{\displaystyle {\text{Absoluter Marktanteil}}(\%)={\frac {\text{Eigener Umsatz}}{\text{Marktvolumen}}}\cdot 100}
Der absolute Marktanteil wird in gängigen Marktanteilsstatistiken verwendet. Er wird üblicherweise in Prozent angegeben. Er ist jedoch nicht aussagekräftig auf polypolistischen Märkten, weil hier bereits geringe Marktanteile für eine Marktführerschaft ausreichen können. Hier ist der relative Marktanteil hilfreicher.

### Relativer Marktanteil
Er gibt an, welchen Anteil der eigene absolute Marktanteil am absoluten Marktanteil des größten Konkurrenten ausmacht. Er ist mithin der Abstand zwischen dem Marktführer und dem nächsten Konkurrenten und reflektiert die Marktstellung eines Unternehmens zu seinem wichtigsten Konkurrenten. Er wird in Prozent oder als Anteil ohne Einheit angegeben.
Ist der absolute Marktanteil eines Unternehmens genauso hoch wie der des stärksten Konkurrenten, so beträgt der relative Marktanteil 100 % (oder 1), liegt er darunter, ist der Konkurrent stärker. Jeder Wert über 100 % (über 1) signalisiert beim relativen Marktanteil die Marktführerschaft:
{\displaystyle {\text{Relativer Marktanteil}}(\%)={\frac {\text{Eigener Umsatz}}{\text{Umsatz des stärksten Konkurrenten}}}\cdot 100}
Dieser Ansatz wird z. B. im strategischen Management in Form der BCG-Matrix verwendet. Demnach verringert sich das Marktrisiko, wenn der relative Marktanteil durch Marktwachstum zunimmt.

## Volkswirtschaftliche Aspekte
Unternehmen mit geringem Marktanteil können keine Marktmacht ausüben und verhalten sich als Mengenanpasser. Allerdings kann ausnahmsweise bei hoher Residuallast, knappen Kapazitäten und geringen Nachfrageelastizitäten auch ein niedriger Marktanteil zur Marktmacht verhelfen. Ein hoher Marktanteil führt zu Marktmacht, die einem Unternehmen Einfluss auf den Marktpreis ermöglicht und es zum Preisanpasser macht. Der auf ein Unternehmen entfallende größte Marktanteil macht dieses zum Marktführer. Großunternehmen versuchen deshalb nur auf Märkten zu agieren, wo sie die Rolle des Marktführers übernehmen können. Je größer die Zahl der Anbieter bei einem Oligopol ist, umso mehr nähert sich der Marktpreis den Grenzkosten an. Je größer die Nachfrageelastizität ausfällt, desto kleiner wird der Preisaufschlag auf die Grenzkosten ausfallen, je größer der Marktanteil ist, umso höher wird der Aufschlag sein.

## Marktbeherrschende Stellung
Der Marktanteil ist auch ein Rechtsbegriff des Kartellrechts, denn der Marktanteil ist ein wesentliches Indiz für das Bestehen von Marktmacht. Allerdings bietet es keine Legaldefinition an, sondern setzt den Begriff des Marktanteils als bekannt voraus. Bei der Bewertung der Marktstellung eines Unternehmens im Verhältnis zu seinen Wettbewerbern gilt der Marktanteil nach § 18 Abs. 3 Nr. 1 GWB als wesentliches Kriterium. Bei einem Marktanteil von mindestens 40 % wird nach § 18 Abs. 4 GWB widerlegbar vermutet, dass eine marktbeherrschende Stellung vorliegt, bei einer Gesamtheit von Unternehmen (2 oder 3 Unternehmen) gelten 50 % Marktanteil als beherrschend, bei 4 oder 5 Unternehmen 66 2/3 % (§ 18 Abs. 6 GWB; „Oligopolvermutung“). Der Marktanteil ist dabei in der Regel nach dem Umsatz zu bestimmen, nur subsidiär ist auf die Absatzzahlen abzustellen. Marktanteile von mehr als 50 % sind nach der Rechtsprechung des EuGH ein Beweis für eine marktbeherrschende Stellung. Unternehmen mit einer marktbeherrschenden Stellung sind bestimmte Verhaltensweisen untersagt. Die europäische und die deutsche Kartellbehörde können im Rahmen eines Missbrauchsverfahrens einen Verstoß gegen derartige Verhaltensweisen bei marktbeherrschenden Unternehmen prüfen (Art. 102 AEUV, in Deutschland auch § 19 GWB).

## Marktanteilsstatistiken
Bei den Automobilherstellern führten unter den Neuzulassungen nach der Stückzahl im Oktober 2016 Volkswagen mit einem Marktanteil von 18,8 %, gefolgt von Mercedes (9,5 %), Audi (8,9 %), BMW (7,8 %), Opel (7,5 %) und Ford (7,2 %). Bei den Smartphones führte – ebenfalls nach Stückzahl – im 3. Quartal 2016 Samsung (20 %) vor Apple (12,5 %), Huawei (9,3 %) und Oppo Electronics (7 %). Die Entwicklung der Marktanteile von Browser-Familien (ohne Smartphones) zeigt, dass Microsoft von 40,6 % (im Januar 2009) kontinuierlich auf 9,8 % (September 2016) abstürzte, während gleichzeitig Google Chrome von 1,3 % auf 58,7 % zu Lasten von Microsoft aufstieg und Firefox seinen Anteil von 27 % auf 13,7 % halbierte. Die wertmäßigen Marktanteile des Lebensmitteleinzelhandels verteilten sich 2015 auf den Marktführer Edeka (einschließlich Netto Marken-Discount und Plus Warenhandelsgesellschaft) mit 25,3 %, gefolgt von Rewe Group (mit Penny; 15 %), Schwarz-Gruppe (mit Lidl und Kaufland; 14,7 %) und Aldi (11,9 %). Diese vier größten Ketten vereinigen auf sich einen Marktanteil von 67 %. Im Jahre 2015 besaß die Universal Music Group auf dem Tonträgermarkt einen Anteil von 33,5 %, ihr folgte Sony Music Entertainment (22,6 %) und die Warner Music Group (17,1 %), so dass diese drei Major-Labels den Tonträgermarkt mit rund 75 % Anteil beherrschen. Bei den Waschmittelherstellern führte 2015 Henkel mit 45,6 %, es folgten Procter & Gamble (26,7 %) und Aldi (8,7 %). Die Marktanteile deutscher Fluggesellschaften im Hinblick auf das Sitzplatzangebot von und nach Deutschland sinken im Trend. Lagen sie im Jahre 2012 noch bei 69 %, erreichten sie 2015 lediglich 62 %. Der Grund ist der Zuwachs ausländischer Billigfluggesellschaften trotz hoher Marktschranken. Die Einschaltquoten von Nachrichtensendungen lagen im Jahre 2015 für die Tagesschau bei 4,99 Millionen Zuschauern, es folgten das heute-journal (3,72), heute (3,6), RTL aktuell (3,14) und Tagesthemen (2,46).

## Abgrenzungen
Marktanteile können häufig nur mit Zusatzangaben interpretiert werden. So ist die Angabe des beschriebenen Marktsegmentes und der betrachteten Region notwendig. Es ist z. B. ein erheblicher Unterschied, ob man den Marktanteil eines Automobilherstellers am Gesamtautomobilmarkt (Weltmarkt) oder lediglich in den USA betrachtet oder ob man nur die Sportwagen analysiert und deshalb den Sportwagenmarkt bewertet. Auch wäre eine noch feinere Unterteilung denkbar. Diese Abgrenzungen können statistisch durch Aggregation in Teilmärkte ermöglicht werden. Als höchste Aggregation vereinigt der Weltmarktführer auf sich den größten Weltmarktanteil.